# Бакаев, Александр Семёнович
Алекса́ндр Семёнович Бака́ев (1895—1977) — советский учёный, основоположник производства баллиститных порохов. Лауреат двух Сталинских премий (1946, 1947), член-корреспондент Академии артиллерийских наук (14.04.1947), заслуженный деятель науки и техники РСФСР (1965), доктор технических наук (1949), профессор (1950). Создатель пороха снарядов советских боевых машин реактивной артиллерии БМ-13.

## Биография
Родился 10 (22 июня) 1895 года в Гродно (ныне Беларусь). С 1905 года — кадет Московского 3-го кадетского корпуса. С 1912 года — юнкер Михайловского артиллерийского училища в городе Санкт-Петербурге. В Первую мировую войну с сентября 1914 года на различных офицерских должностях (офицер команды артиллерийских разведчиков, старший офицер батареи) в 22-й артиллерийской бригаде 22-й пехотной дивизии 1-го армейского корпуса. Участвовал в походе в Восточную Пруссию и боях в Польше. С июня 1917 года — офицер по оперативной части инспектора артиллерии 1-го армейского корпуса. За отличие в боях был награждён многими орденами. С сентября 1917 года — на излечении в Петрограде в Николаевском военном госпитале. В декабре 1917 года — в звании капитана демобилизовался и поступил в Петроградский политехнический институт.
С марта 1918 года — инструктор по мобилизации конского состава для организации Красной армии Петроградского отдельного депо по ремонту Красной гвардии конским составом, а затем начальник отдела Петроградского конского депо. С мая 1919 года — слушатель технического отделения Артиллерийской академии в Петрограде. В течение шести месяцев был инструктором легкой батареи Карельского участка обороны Петрограда. С 1922 года по окончании академии по первому разряду со званием инженера-технолога направлен на работу в промышленность в качестве инженера Главвоенпрома ВСНХ СССР в Москве, а оттуда — инженером на Подольский оптический завод Московской губернии. С 1923 года — член опытной комиссии Центрального опытного завода порохов и взрывчатых веществ имени Авдеева (бывший Охтенский завод взрывчатых веществ) в Ленинграде. С 1926 года — производитель работ, начальник отдела взрывчатых веществ, затем — начальник порохового отдела Центральной научно-исследовательской лаборатории № 84 Военно-химического треста ВСНХ СССР на Охтенском заводе в Ленинграде. С 1927 года — одновременно доцент специального факультета Ленинградского государственного университета по специальности «пороха» и читал лекции по технологии порохов в Военно-технической академии им. Ф. Э. Дзержинского. Под его руководством проектировались первые опытный цех и валовой завод по производству баллиститных порохов.
В 1930 года арестован органами ГПУ за в участие в контрреволюционной группе, существовавшей на Шлиссельбургском пороховом заводе, а впоследствии в ЦНИЛ; передачу сведений о работах ЦНИЛ за границу, а также проведение вредительских и диверсионных действий, в результате которых был уничтожен пресс на пороховом заводе и систематически тормозились научно-исследовательские работы в ЦНИЛ. 28 июня 1931 года осужден коллегией ОГПУ по статьям 58-6, 58-7, 58-9 и 58-11 УК РСФСР к 10 годам заключения. С 1931 года — руководитель группы Особого военно-химического бюро ГПУ в Москве. В заключении исследовал возможность создания пластичных баллистов. Он доказал возможность и целесообразность пластификации применявшейся в то время пороховой массы и разработал более безопасные в производстве рецептуры баллиститного пороха, которые в последующие годы были использованы в промышленности. Постановлением коллегии ОГПУ от 10 октября 1934 года досрочно от наказания освобожден.
С 1934 года — главный инженер по порохам Военно-химического треста в Москве. С 1935 года — начальник технического отдела — заместитель главного инженера Всесоюзного порохового треста Наркомата оборонной промышленности и одновременно заведующий кафедрой № 2 (химии и технологии высокомолекулярных соединений) специального факультета Московского химико-технологического института им. Д. И. Менделеева. В 1937 года — начальник лаборатории № 8 НИИ-б Наркомата оборонной промышленности в Москве.
13 декабря 1937 года вторично арестован за участие в антисоветской правотроцкистской организации, действовавшей в оборонной промышленности, за проведение вредительской диверсионной деятельности и шпионаж в пользу германской и польской разведок. 28 мая 1940 года военной коллегией Верховного суда СССР заочно осужден по статьям 58-1 «а», 58-7,58-9,58-11 УК РСФСР к 10 годам лишения свободы с поражением в правах на 5 лет и конфискацией имущества. Наказание отбывал с 1938 года в качестве главного инженера пороховой группы Особого технического бюро НКВД СССР при заводе № 59, а с началом Великой Отечественной войны при заводе № 98 (г. Пермь). Руководил основополагающими исследованиями по созданию непрерывной технологии производства баллиститных порохов. По постановлению Президиума Верховного совета СССР от 13 августа 1943 года от отбытия наказания досрочно освобожден со снятием судимости. Реабилитирован 8 июня 1957 года определением военной коллегии Верховного суда СССР по постановлению коллегии ОГПУ от 28 июня 1931 года и приговору военной коллегии Верховного суда СССР от 28 мая 1940 года.
С 1943 года -главный инженер Особого бюро завода № 512 в Москве. С ноября 1944 года -главный инженер — заместитель начальника опытно-исследовательского завода № 512 9-го Главного управления Наркомата боеприпасов (с 1946 года -Министерства сельскохозяйственного машиностроения) в г. Люберцы Московской области. По его инициативе завод № 512 преобразуется в НИИ-125. В 1947—1949 гг. — заместитель начальника НИИ-125 по научной части, г. Люберцы. Одновременно с 1947 года — член технического совета по вопросам производства боеприпасов при Министерстве сельскохозяйственного машиностроения СССР. С 1948 года — заведующий кафедрой № 42 (химии и технологии высокомолекулярных соединений) Московского химико-технологического института им. Д. И. Менделеева и по совместительству заместитель начальника НИИ-125 по научной части. С 1952 года — декан факультета и заведующий кафедрой № 42 Московского химико-технологического института им. Д. И. Менделеева и по совместительству консультант НИИ-125. С августа 1966 года — персональный пенсионер союзного значения. Одновременно в 1966—1972 гг. — заведующий кафедрой № 42 Московского химико-технологического института им. Д. И. Менделеева.
Умер 10 июня 1977 года. Похоронен в Москве на Хованском кладбище.

## Научная деятельность
Крупный ученый и специалист в области химии и специальной технологии, изучения вопросов разработки и производства порохов, экспериментальной пиротехники и внутренней баллистики. Основоположник отечественных баллиститных порохов. Ему принадлежит заслуга в развитии теории и практики нитроглицериновых порохов в СССР, создании высокоэффективных рецептур этих порохов и непрерывных технологических процессов их производства. В годы Великой Отечественной войны совместно с Гальпериным Д. И. провел работу по замене централита (стабилизатора химической стойкости баллиститных порохов) на оксид магния. Этот стабилизатор оказался для ракетных порохов уникальным, выполняя одновременно функции как стабилизатора химической стойкости, так и стабилизатора горения, что позволило широко применять его во всех составах, за исключением артиллерийских, где нестабильное горение из-за высоких давлений при выстреле не проявляет себя столь агрессивно. Под его руководством разработано большинство составов нитроглицериновых порохов, стоявших на снабжении артиллерии в 30-50 годы. За коренную реконструкцию технологии производства баллиститных порохов, создание цеха непрерывного шнекового производства ракетных зарядов к системам «Катюша» из нитроглицериновых порохов удостоен звания лауреата Сталинской премии. Разработал и внедрил непрерывный способ формования пороховых шашек (в том числе и для реактивных снарядов М-8 и М-13) на шнековых прессах специальной конструкции. Разработал технологию непрерывного получения пороховой массы и переработки её в порох. После Великой Отечественной войны занимался разработкой и внедрением автоматизированного непрерывного способа производства порохов для реактивной артиллерии, физико-химическими основами баллиститных порохов и совершенствованию их производства. Под его руководством Фальковский М. Г. начал работы по изучению физико-механических свойств и механизма разрушения порохов. Ряд работ посвящен теоретической разработке физико-химических основ создания новых высокоэффективных материалов специального назначения. По его инициативе проводились исследования процессов горения баллиститных порохов, механизма пластификации нитратов целлюлозы и выявлению факторов, влияющих на однородность пороха и его свойств. Имеет 5 авторских свидетельств и более 130 печатных научных трудов.

## Награды и звания
СССР
- орден Ленина (за выдающиеся достижения в науке и подготовке кадров)[1]
- орден Трудового Красного Знамени (13.08.1943)[2]
- орден Красной Звезды (06.04.1945)[3]
- медали
- Сталинская премия третьей степени (1946) — за коренное усовершенствование технологии производства порохов
- Сталинская премия третьей степени (1947) — за разработку новой технологии производства пороха
- заслуженный деятель науки и техники РСФСР (1966)

Российская империя
- Георгиевский крест с лавровой ветвью (1917)
- орден Святой Анны 2-й степени с мечами (07.02.1917)[4]
- орден Святого Станислава 2-й степени с мечами (11.01.1917)[5]
- орден Святой Анны 3-й степени с мечами и бантом (09.06.1915)[6]
- орден Святого Станислава 3-й степени с мечами и бантом (05.11.1915)[7]
- орден Святого Владимира 4-й степени с мечами[1]
- орден Святой Анны 4-й степени с надписью «За храбрость»[1]